# Чехол
Чехол — покрышка из мягкого материала, сделанная по форме предмета и защищающая его от внешних воздействий (влаги, пыли и тому подобного). Также чехлом называют род нижней одежды, надеваемый, например, под платье, кофту.
Ножны также являются разновидностью чехла.

## Галерея

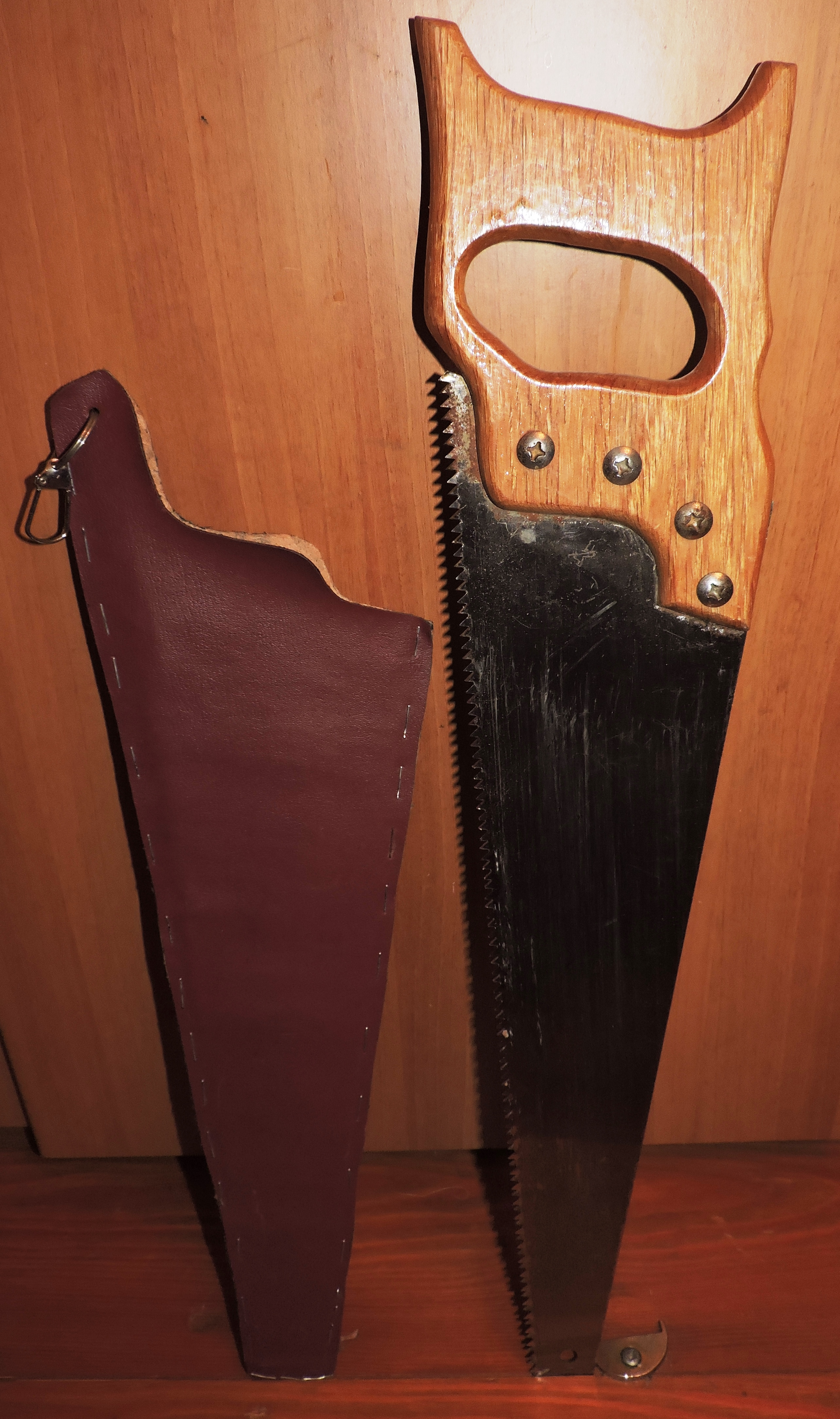
Ручная пила, а слева — дерматиновый чехол для неё
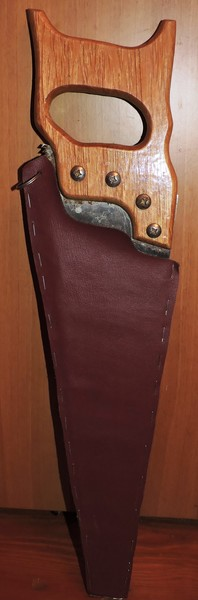
Та же пила в чехле
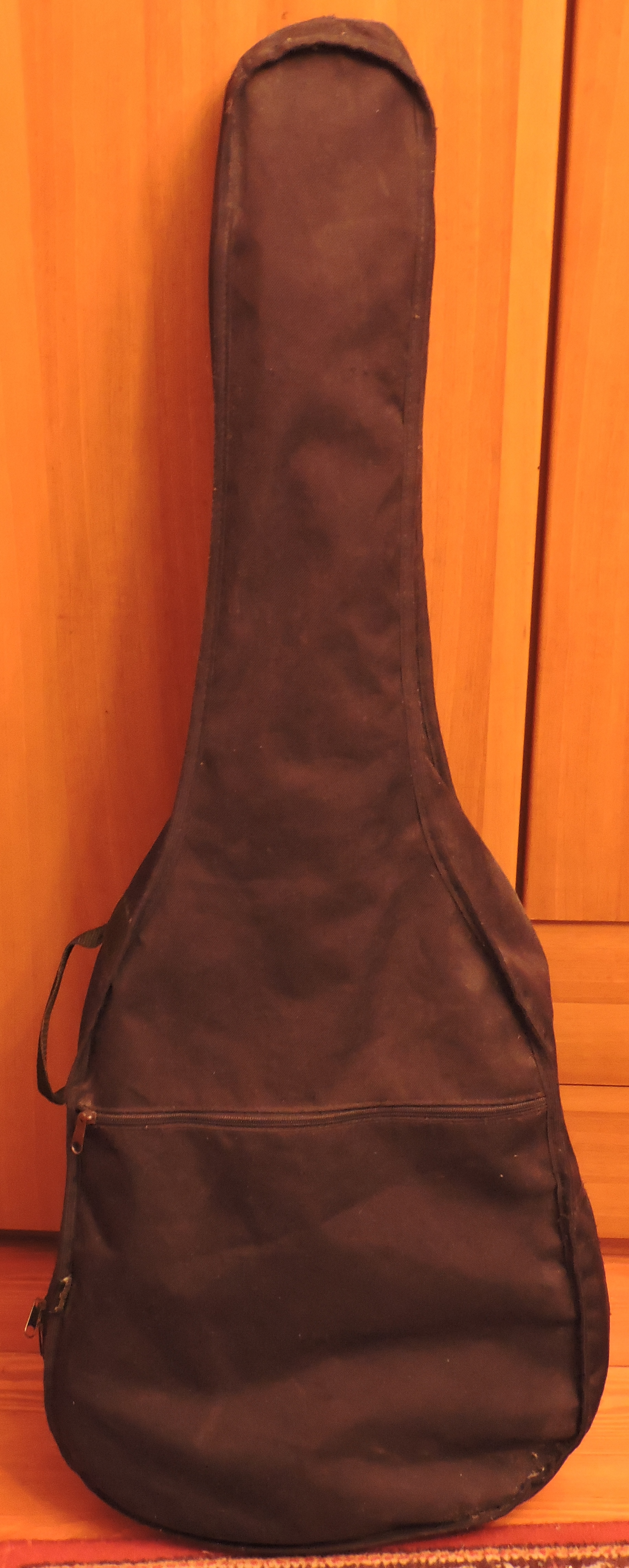
Зачехлённая гитара